# Macrostemum ulmeri
Macrostemum ulmeri är en nattsländeart som först beskrevs av Banks 1913.  Macrostemum ulmeri ingår i släktet Macrostemum och familjen ryssjenattsländor. Inga underarter finns listade i Catalogue of Life.

## Bildgalleri

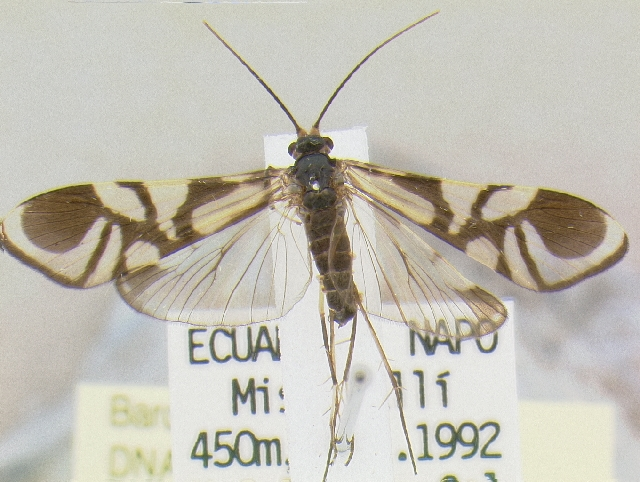